# Euridice
Eurídice és una òpera estrenada el 6 d'octubre de 1600 a Florència de Jacopo Peri, amb música addicional de Giulio Caccini. El llibret fou escrit per Ottavio Rinuccini, basat en el poema Les Metamorfosis d'Ovidi. Fou creada per al matrimoni entre Enric IV i Maria de Mèdici. És considerada la segona òpera, i la primera que ha sobreviscut. La primera, Dafne, escrita pels mateixos autors el 1597 està perduda.
La primera actuació fou al Palazzo Pitti. El mateix Peri cantava el paper principal, i molts dels altres papers eren interpretats per membres de l'entorn de Caccini, incloent-hi la seva filla Francesca Caccini. Caccini, de fet, escrivia una òpera sencera amb el mateix llibret d'Eurídice, que no s'estrenà fins a 1605, però mai es repetí, presumiblement a causa de l'èxit de la versió de Peri.
Euridíce conté un dels primers exemples de recitatiu. Els ritmes i les melòdiques inflexions en la línia vocal imiten el discurs. A més a més, les exclamacions apassionades són acompanyades amb dissonàncies desprevingudes i moviments inesperats del baix.